# Yūzō Takada
Yūzō Takada (jap. 高田 裕三, Takada Yūzō, eigentlich Yūji Takada (高田 裕次); * 21. März 1963 in Tokio) ist ein japanischer Manga-Zeichner.

## Leben
Nach seinem Studium an der Meiji-Universität arbeitete Yūzō Takada als Assistent für andere Zeichner, bevor er seine eigenen Werke veröffentlichte. Seine erste kurze Arbeit Shūshoku Beginner erschien im November 1983 im Manga-Magazin Young Magazine von Kodansha, die erste Serie Tokonatsu Bank wurde von Januar 1984 bis Februar 1985 dort veröffentlicht. Takada wurde international durch die Serien 3×3 Augen und Blue Seed bekannt.
Er erhielt für  3x3 Augen 1993 den Kodansha-Manga-Preis für den besten Shōnen-Manga.

## Werke
- 1983 Shūshoku Beginner
- 1984 Tokonatsu Bank
- 1985 Tour Conductor, Nikumori
- 1986 Sportion KIDs
- 1987 Every Day is Sunday
- 1987 3x3 Augen
- 1989 Toritsuki-kun
- 1990 Bannō Bunka Nekomusume
- 1992 Blue Seed
- 1997 Shin Bannō Bunka Nekomusume
- 1998 Genzō Hitogata Kiwa
- 2004 Tsukumo Nemuri Shizume
- 2004 Little Jumper